# Celonites mayeti
Celonites mayeti är en stekelart som beskrevs av Richards 1962. Celonites mayeti ingår i släktet Celonites och familjen Masaridae. Inga underarter finns listade.